# Petit Beurre
Petit Beurre (птибёр, фр. petit — маленькое, beurre — сливочное масло) — торговая марка затяжного печенья, впервые изготовленного французской компанией Lefèvre-Utile (LU) из города Нант в 1886 году.
На оригинальном печенье фирмы LU четыре угла символизируют времена года, 52 «зубчика» (на сторонах и углах печенья) — количество недель в году, а 24 дырочки на поверхности — количество часов в сутках. Состав: мука, сахар, сливочное масло, молоко, химический разрыхлитель теста, ароматизатор.
В 1900 году, на Всемирной выставке в Париже, печенье завоевало главный приз.

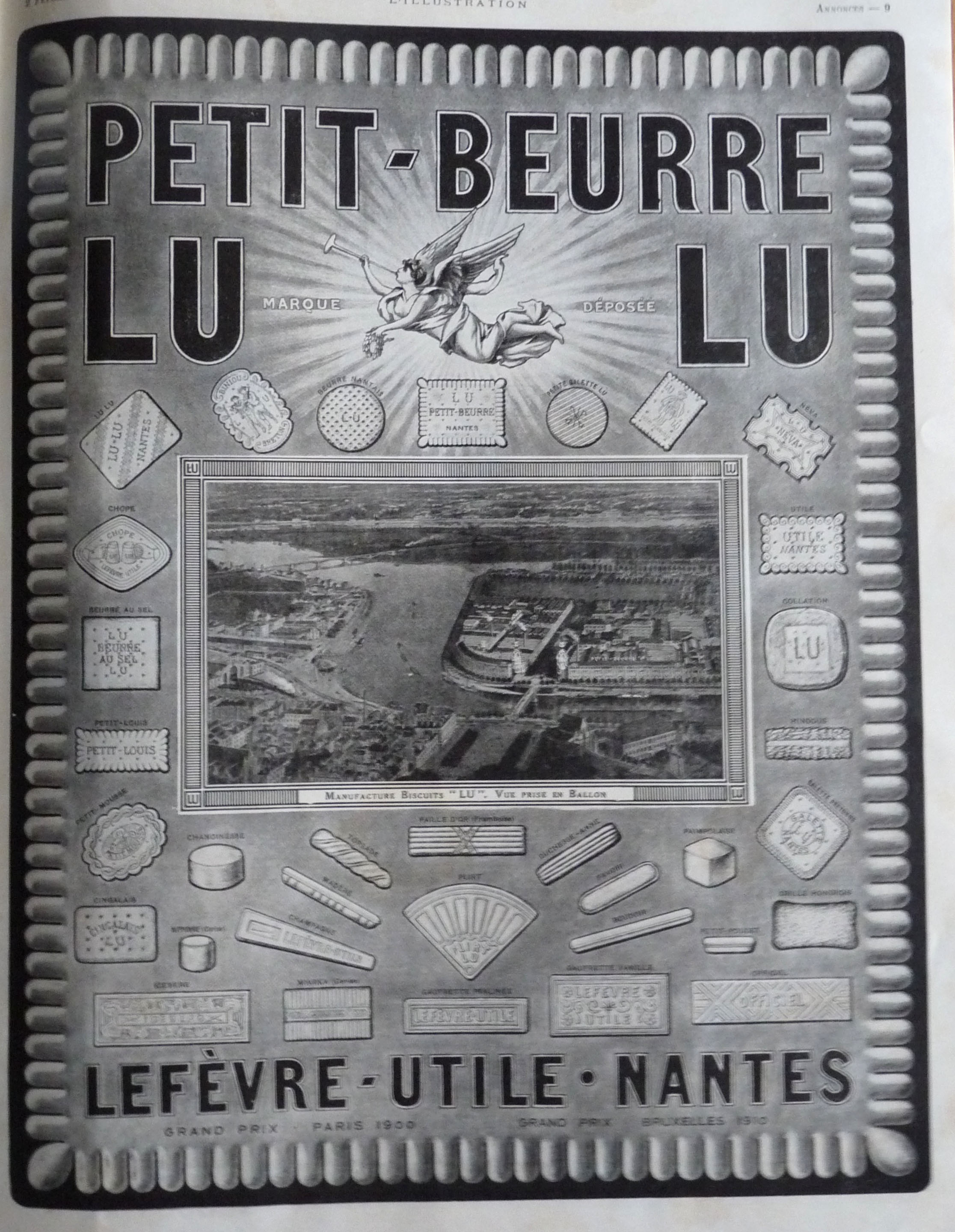
Реклама 1924 года в журнале L’Illustration
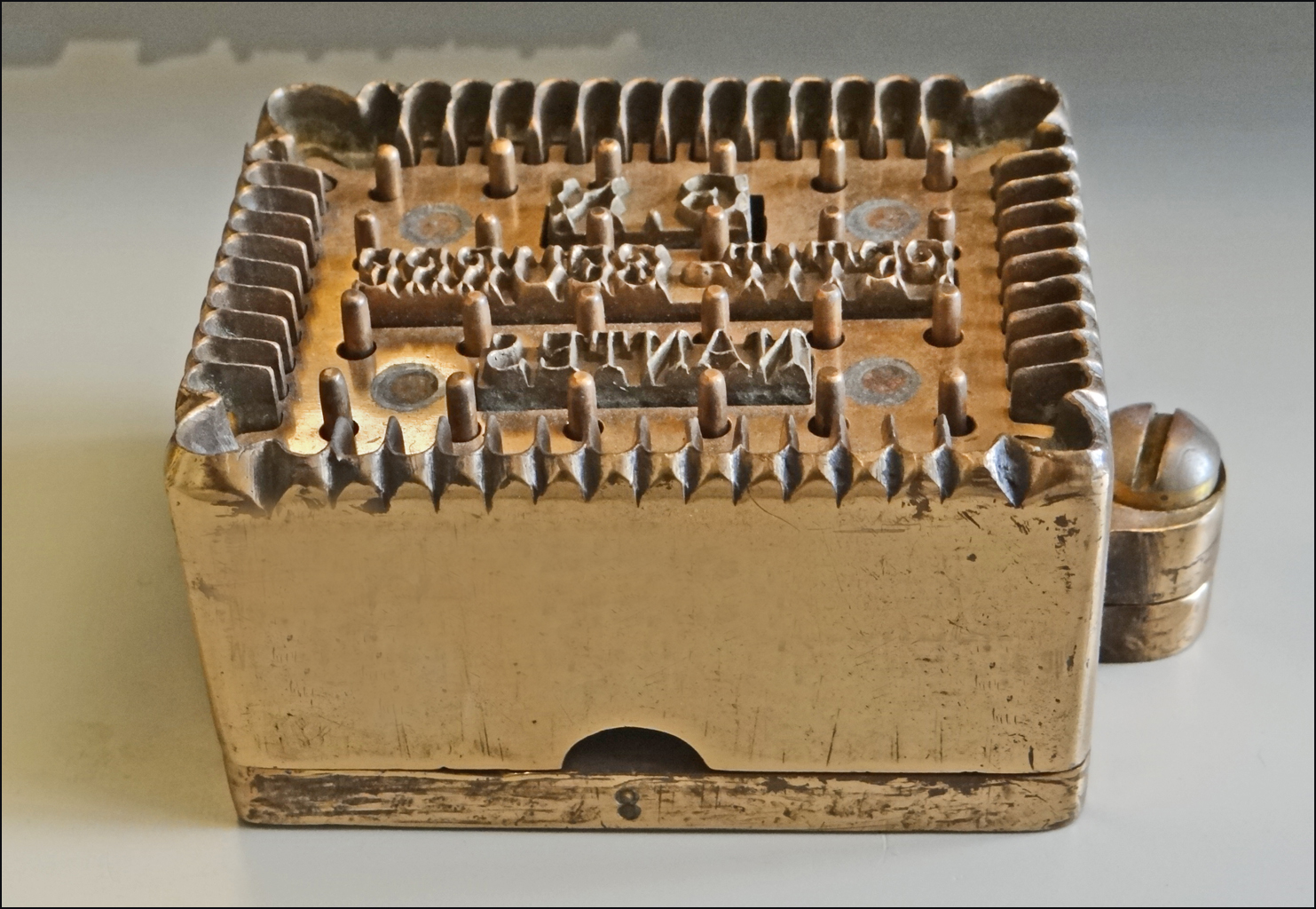
Печатная форма